# 하쭝현
하쭝현(베트남어: Huyện Hà Trung / 縣河中)은 베트남 북중부 지방 타인호아성의 현이다.

## 행정 구역
하쭝현은 1시진, 19사를 관할하고 있다.

### 시진
- 하쭝 시진 (Thị trấn Hà Trung, 河中市鎭)

- 하박 사 (Xã Hà Bắc, 河北社)
- 하빈 사 (Xã Hà Bình, 河平社)
- 하쩌우 사 (Xã Hà Châu, 河洲社)
- 하동 사 (Xã Hà Đông, 河東社)
- 하장 사 (Xã Hà Giang, 河江社)
- 하하이 사 (Xã Hà Hải, 河海社)
- 하라이 사 (Xã Hà Lai, 河來社)
- 하린 사 (Xã Hà Lĩnh, 河岭社)
- 하롱사 (Xã Hà Long, 河隆社)
- 하응옥사 (Xã Hà Ngọc, 河玉社)
- 하선사 (Xã Hà Sơn, 河山社)
- 하떤사 (Xã Hà Tân, 河新社)
- 하타이사 (Xã Hà Thái, 河泰社)
- 하띠엔사 (Xã Hà Tiến, 河進社)
- 하빈사 (Xã Hà Vinh, 河榮社)
- 호앗장사 (Xã Hoạt Giang, 活江社)
- 린또아이 사 (Xã Lĩnh Toại, 嶺遂社)
- 옌즈엉 사 (Xã Yên Dương, 安陽社)
- 옌선사 (Xã Yến Sơn, 晏山社)